# Harmonika
Foukací harmonika je malý ruční hudební nástroj, na který hudebník hraje ústy foukáním i zpětným nasáváním vzduchu. Hráč ji buď drží jednou či oběma rukama, nebo ji má připevněnu ve speciálním držáku zavěšeném na krku či hlavě, aby měl volné ruce k současné hře na další hudební nástroj (obvykle kytara). Provizorně lze harmoniku držet i jen ústy. Vzduch proudící skrz nástroj pak rozkmitává malé plechové jazýčky umístěné uvnitř nástroje a pevně naladěné z výroby na příslušnou výšku tónu. Každý otvor má dva jazýčky, jeden znějící při foukání (tzv. tóny foukané) a druhý při vdechování (tóny tahané). Kmitající jazýčky pak vydávají charakteristicky zabarvený ostrý a bzučivý zvuk. Nástroj patří mezi aerofony, stejně jako tahací harmonika neboli akordeon.
V praxi je harmonika oblíbena zejména v blues, country a trampské hudbě, dále ve folku a jazzu, v menší míře i v pop‑music. V prostředí vážné artificiální hudby se téměř vůbec nepoužívá, jedná se o primárně lidový a ve velké míře amatérský hudební nástroj. K jeho největším výhodám patří robustnost, skladnost (vejde se do kapsy) a relativně snadný způsob vyluzování melodických tónů. Existují ale i mistrovští hráči na harmoniku, schopní zahrát složité sólové party či improvizace. 

## Typologie
Harmoniky se primárně dělí podle sestavy dostupných tónů:

### Diatonické harmoniky
Tento typ se velmi využívá v např. bluesové hudbě. Jako základ má k dispozici diatonickou stupnici v prostřední části. V spodní části pak jsou mezi tóny různě velké rozestupy. Tato zvláštnost je jednak kvůli akordům (libovolné tři sousedící tóny při vyfukování tvoří stejný akord dle ladění dané harmoniky), tak pro techniku zvanou ohýbání (bending). Při tomto stylu hry dojde k rozkmitání obou jazýčků v daném otvoru najednou a výsledný tón je pak „někde mezi“. Jak přesně vysoko bude, může hráč ovlivňovat, a hrát tak i tóny, které jsou mimo standardní diatonickou (nebo i chromatickou) stupnici. Díky tomu je možné docílit zvuků typických právě pro tento typ harmoniky, obzvláště na druhém a třetím otvoru, kde jsou jazýčky od sebe vzdálené o tři, resp. čtyři půltóny.
Protože však vytvořit celou tuto paletu tónů vyžaduje pokročilou techniku a hrát čistě a delší dobu mimo tóninu je velmi náročné, standardně se diatonické harmoniky vyrábějí a prodávají v laděních pro všechny běžné durové stupnice, méně často i pro mollové. Existují také různé další variace, aby umožnily hráčům hrát nějaký konkrétní akord či tón.
- základní dělení
  - kompletní diatonika
  - tzv. Richterovo ladění (omezená diatonika)

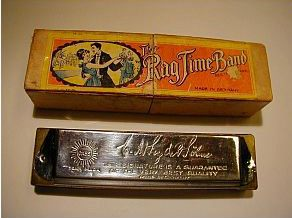
Historická foukací harmonika s označením Ragtime band

- jiné dělení
  - bez tremola
  - tremolo diatonika
  - oktávové tremolo

### Chromatické harmoniky
Na rozdíl od diatonických mají chromatické harmoniky přímo dostupné všechny půltóny z oktávy. Toho je dosaženo větším počtem otvorů s jazýčky, nebo často také posuvným registrem, po jehož stisknutí se všechny tóny posunou o půl tónu nahoru.
- základní chromatika
- chromatika s basovým rejstříkem
- basová chromatika

### Akordové harmoniky
- základní akordika
- Harmonetta

## Mistři hry na harmoniku
Mezi přední české hráče na foukací harmoniku patří nebo patřili Petar Introvič, Petr Kalandra, Ondřej Konrád, Tomáš Linka, Vladimír Merta a zejména Lubomír Pleva, čtyřnásobný mistr světa ve hře na tento nástroj.
Ve světovém měřítku se virtuozitou na harmoniku proslavili např. Bob Dylan, Alan Wilson, Paul Jones, John Lennon, Roger Daltrey, John Mayall a řada dalších bluesmanů, rockerů a jazzmanů.

### Výběr diskografie
Nahrávky Lubomíra Plevy:
- Harmonica in Mood Rhytm, Supraphon 1973
- Muž s harmonikou, Supraphon 1982

## Ve filmové hudbě
Světové proslulosti dosáhl harmonikový motiv z pera Ennia Morriconeho ve westernu Tenkrát na Západě. Byl poznávacím znamením záhadného muže přezdívaného „Harmonika“. Roli ztvárnil Charles Bronson, sólo na nástroj zahrál italský virtuos Franco De Gemini (1928–2013).
V Česku je všeobecně znám jednoduchý motiv na harmoniku od Petra Skoumala z večerníčku A je to! (Pat a Mat).